# Eupithecia masuii
Eupithecia masuii là một loài bướm đêm trong họ Geometridae.